# Козирянська сільська рада
Козирянська сільська́ ра́да — адміністративно-територіальна одиниця та орган місцевого самоврядування в Кельменецькому районі Чернівецької області. Адміністративний центр — село Козиряни.

## Загальні відомості
- Населення ради: 1 005 осіб (станом на 2001 рік)

## Населені пункти
Сільській раді були підпорядковані населені пункти:
- с. Козиряни

## Склад ради
Рада складалася з 16 депутатів та голови.
- Голова ради: Онуфрійчук Сергій Іванович
- Секретар ради: Ставчанська Ніна Іванівна

### Керівний склад попередніх скликань
| Прізвище, ім'я, по батькові | Основні відомості                                                 | Дата обрання | Дата звільнення |
| --------------------------- | ----------------------------------------------------------------- | ------------ | --------------- |
| Онуфрійчук Сергій Іванович  | Сільський голова, 1975 року народження, освіта вища, безпартійний | 26.03.2006   | 31.10.2010      |
| Онуфрійчук Сергій Іванович  | Сільський голова, 1975 року народження, освіта вища, безпартійний | 31.10.2010   |                 |

Примітка: таблиця складена за даними сайту Верховної Ради України

### Депутати
За результатами місцевих виборів 2010 року депутатами ради стали:

#### За суб'єктами висування
| Суб'єкт висування                                       | Кількість обраних депутатів | %    |
| ------------------------------------------------------- | --------------------------- | ---- |
| Партія регіонів                                         | 12                          | 75   |
| Політична партія Всеукраїнське об'єднання «Батьківщина» | 3                           | 18,8 |
| Політична партія «Фронт Змін»                           | 1                           | 6,3  |

#### За округами
| № округу                                                | Прізвище, ім'я, по батькові     | Дата визнання обраним | Освіта  | Партійна приналежність                        | Відомості про обраного депутата                                  |
| ------------------------------------------------------- | ------------------------------- | --------------------- | ------- | --------------------------------------------- | ---------------------------------------------------------------- |
| Партія регіонів                                         |                                 |                       |         |                                               |                                                                  |
| 1                                                       | Стратійчук Олександр Назарович  | 01.11.2010            | середня | член Партії регіонів                          | Агрофірма ім. Суворова, тракторист                               |
| 2                                                       | Ставчанська Ніна Іванівна       | 01.11.2010            | вища    | позапартійна                                  | Козирянська сільська рада, секретар                              |
| 3                                                       | Пугачова Неля Дмитрівна         | 01.11.2010            | середня | член Партії регіонів                          | Козирянська сільська рада, бухгалтер                             |
| 4                                                       | Камбур В'ячеслав Григорович     | 01.11.2010            | середня | член Партії регіонів                          | Агрофірма ім. Суворова, завідувач складу                         |
| 5                                                       | Мельник Зінаїда Василівна       | 01.11.2010            | середня | член Партії регіонів                          | Козирянське відділення поштового зв'язку, завідувачка            |
| 6                                                       | Камбур Світлана Василівна       | 01.11.2010            | середня | член Партії регіонів                          | тимчасово не працює                                              |
| 7                                                       | Сандуляк Тамара Петрівна        | 01.11.2010            | середня | член Партії регіонів                          | тимчасово не працює                                              |
| 8                                                       | Антонова Лілія Петрівна         | 01.11.2010            | середня | член Партії регіонів                          | тимчасово не працює                                              |
| 9                                                       | Ряба Ганна Борсівна             | 01.11.2010            | середня | член Партії регіонів                          | реабілітаційне відділення с. Зелена, медична сестра              |
| 10                                                      | Онуфрійчук Василь Олександрович | 01.11.2010            | середня | член Партії регіонів                          | тимчасово не працює                                              |
| 11                                                      | Сандуляк Анатолій Володимирович | 01.11.2010            | середня | член Партії регіонів                          | тимчасово не працює                                              |
| 12                                                      | Герасимчук Віталіна Вадимівна   | 01.11.2010            | вища    | член Партії регіонів                          | Козирянська бібліотека, завідувачка                              |
| Політична партія Всеукраїнське об'єднання «Батьківщина» |                                 |                       |         |                                               |                                                                  |
| 13                                                      | Сандуляк Галина Василівна       | 01.11.2010            | вища    | член Всеукраїнського об'єднання «Батьківщина» | фельдшерсько-акушерський пункт, лікар                            |
| 14                                                      | Сандуляк Віктор Павлович        | 01.11.2010            | вища    | член Всеукраїнського об'єднання «Батьківщина» | Козирянська загальноосвітня школа І-ІІІ ст., техпрацівник        |
| 16                                                      | Гуска Діана Андріївна           | 01.11.2010            | вища    | член Всеукраїнського об'єднання «Батьківщина» | тимчасово не працює                                              |
| Політична партія «Фронт Змін»                           |                                 |                       |         |                                               |                                                                  |
| 15                                                      | Онуфрійчук Іннка Василівна      | 01.11.2010            | вища    | член Політичної партії «Фронт Змін»           | Козирянська загальноосвітня школа І-ІІІ ст., заступник директора |

## Населення
Згідно з переписом УРСР 1989 року чисельність наявного населення сільської ради становила 1113 осіб, з яких 486 чоловіків та 627 жінок.
За переписом населення України 2001 року в сільській раді мешкало 999 осіб.

### Мова
Розподіл населення за рідною мовою за даними перепису 2001 року:
| Мова       | Відсоток |
| ---------- | -------- |
| українська | 99,60 %  |
| молдовська | 0,40 %   |